# Browar Korona
Browar Korona – browar założony przez braci Wolfa i Berka Herziger w 1886. w Będzinie przy ówczesnej ulicy Słowiańskiej.
Browar ten założony został przez braci Wolfa i Berka Herzigerów w 1886, choć w niektórych dokumentach można spotkać rok 1889 lub 1890. Pełna nazwa zakładu brzmiała wówczas Browar Parowy Braci Herziger Bendzin. Od początku swego istnienia był zakładem wykraczającym poza obszar regionu, o czym może świadczyć wielki złoty medal zdobyty na wystawie w Paryżu w 1904 r. za piwo o nazwie Stołowe. Ponadto produkowano wówczas piwo Kulmbachskie i Pilzeńskie. Zakład położony był w samym centrum miasta (przy dzisiejszej ulicy Małachowskiego). Pierwszy znak firmowy to stylizowane litery B i H w kole.
Podobnie jak w przypadku browaru "Gambrinus" rok później (1912) powołano towarzystwo akcyjne i od tej pory nazwa zakładu brzmiała: "Korona" T.A. Browaru Parowego i Słodowni w Będzinie. Zarząd stanowili Wolf i Berek Herziger. Browar produkował wówczas ok. 96 tys. wiader piwa i zatrudniał 21 osób. W 1914 nastąpiła zmiana właścicieli browaru, którymi stali się: I. L. Abramson, J. Rosenblum i S. Rosenblum, i pod nazwą Browar Parowy i Fabryka Słodu "Korona" w Będzinie funkcjonował do II wojny światowej. Browar należał do grupy 25 największych browarów w kraju. W 1930 r. browar produkował 25 tys. hektolitrów piwa rocznie i posiadał wiele składów zlokalizowanych między innymi w Bielsku, Wadowicach, Królewskiej Hucie, Krakowie, Katowicach, Mysłowicach, Rydułtowach i Tarnowskich Górach.
W okresie okupacji hitlerowskiej browar został zmodernizowany uzyskując znaczną ilość nowych urządzeń jak i nowych pracowników ze zlikwidowanego pobliskiego browaru "Grodziec" w Grodźcu. W tym też czasie produkcja utrzymała się na zbliżonym do czasów przedwojennych poziomie (produkowano piwa zarówno jasne, jak i ciemne), a nazwa zakładu brzmiała: Brauerei Krone Bendzin O/S lub w późniejszych latach okupacji Bendsburg O/S.
Po wojnie, w 1946 browar nadal pod nazwą "Korona" wszedł w skład Śląsko-Dąbrowskiego Zjednoczenia Browarów, a następnie do 1950 podlegał Państwowemu Zjednoczeniu Przemysłu Fermentacyjnego w Zabrzu. W tym czasie nastąpiła zmiana nazwy browaru z "Korona" (która się niekorzystnie kojarzyła) na Browar Zamkowy w Będzinie, oraz znaku firmowego, którym od tej pory był wizerunek ruin średniowiecznego zamku będzińskiego. W latach 1951–1967 browar wchodził w skład Będzińskich Zakładów Piwowarsko-Słodowych, w 1967–1975 Tyskich Zakładów Piwowarskich, a od 1975 do likwidacji w 1978 podlegał Zakładom Piwowarskim w Zabrzu. Znaczniejsze remonty browaru były prowadzone w latach 1955–1965 oraz 1966–1967.
W całym okresie powojennym browar produkował trzy gatunki piwa, dwa o ekstraktywności 9° i 12° oraz ciemne 11°, od lat 60. produkował jedynie piwo jasne 12°. Rynek zbytu browaru obejmował obszar wschodniej części GOP oraz dzisiejsze powiaty: będziński, olkuski, zawierciański, myszkowski. Zamknięcie browaru zostało spowodowane faktem położenia w centrum miasta (trudności transportowe oraz ekologiczne – browar posiadał własną kotłownię), oraz konkurencyjnymi planami browaru Tychy, a później Zabrza. Po likwidacji większość budynków wyburzono (został budynek administracyjny oraz garaże). Na miejscu browaru planowano budowę hotelu, ale budowy nie rozpoczęto.